# Белошапочный альбатрос
Белошапочный альбатрос (лат. Thalassarche cauta) — вид альбатросов средних размеров, гнездящихся на трёх уединённых островах у побережья Тасмании (Австралия), в южной части Индийского океана. При этом птиц наблюдали на больших расстояниях от мест гнездования, например, у побережий ЮАР и США. Это единственный альбатрос-эндемик Австралии. Продолжительность жизни птицы около 60 лет.

## Внешность
Длина в среднем 90—99 см, а размах крыльев 220—256 см, масса 4,1 кг. Окрас чёрно-бело-шиферно-серый.

## Подвиды

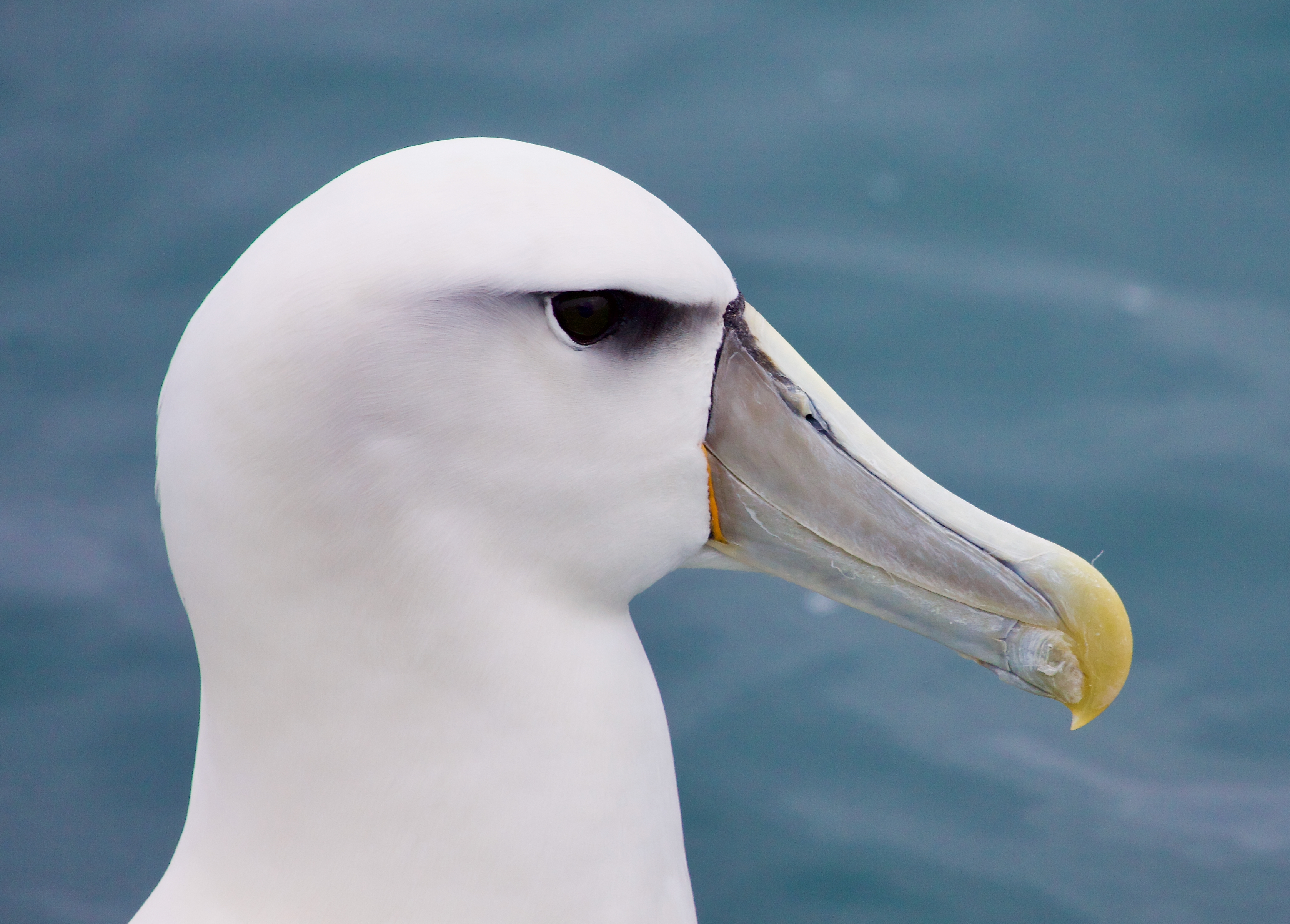
Thalassarche cauta steadi

Выделяют ряд подвидов.

## Поведение

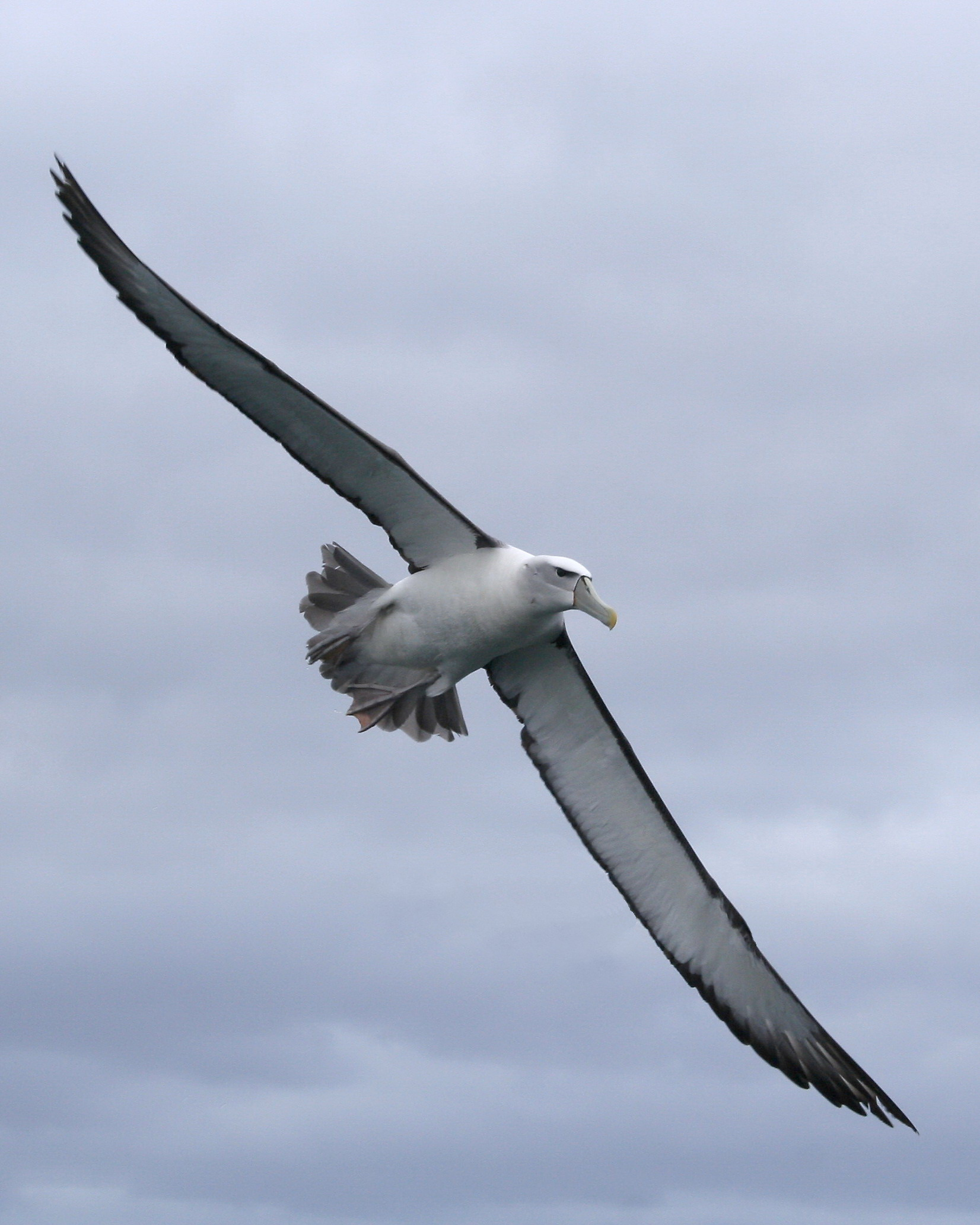
Эти альбатросы нередко следуют за рыболовными судами

Питаются рыбой, головоногими, ракообразными и оболочниками. Могут нырять на глубину до 5 м.
Некоторые птицы способны пролететь 1000 км за 24 часа.
В Австралии в базах данных и некоторых законодательных актах эти птицы могут фигурировать как Diomedea cauta, Diomedea cauta cauta или Thalassarche cauta cauta.